# Olwë
Olwë es un personaje ficticio del legendarium del escritor británico J. R. R. Tolkien, cuya historia se narra en El Silmarillion. Acaudilló a los elfos teleri, junto a su hermano Elwë, durante el Gran Viaje, y él solo tras la desaparición de Elwë en Beleriand.
Condujo junto a su hermano a los teleri desde Cuiviénen hacia Aman, después del llamamiento de los valar. Durante la travesía por Beleriand Ëlwe desapareció. Tras largos años de búsqueda, los teleri reanudaron la marcha, pues era grande el deseo de ir hacia «Las Tierras Imperecederas» y el vala Ulmo les insistía en ello. Olwë impaciente partió con la mayoría de su pueblo, pero unos pocos se quedaron en la Tierra Media, buscando a su hermano.
Tras llegar a Aman, Ölwe se convirtió en Señor de Tol Eressëa ya que allí moraron los teleri por un tiempo. Después se trasladaron a la costa de Eldamar, donde construyeron la ciudad de Alqualondë y Olwë fue rey. Su hija Eärwen se casó con Finarfin, hijo de Finwë.